# Kateřinice (ort i Tjeckien, Mähren-Schlesien)
Kateřinice är en ort i Tjeckien.   Den ligger i distriktet Okres Nový Jičín och regionen Mähren-Schlesien, i den östra delen av landet, 270 km öster om huvudstaden Prag. Kateřinice ligger 259 meter över havet och antalet invånare är 608.
Terrängen runt Kateřinice är platt åt nordväst, men åt sydost är den kuperad.Runt Kateřinice är det tätbefolkat, med 659 invånare per kvadratkilometer. Närmaste större samhälle är Ostrava, 19,6 km norr om Kateřinice. Trakten runt Kateřinice består till största delen av jordbruksmark.